# Sterling City (Texas)
Sterling City es una ciudad ubicada en el condado de Sterling en el estado estadounidense de Texas. En el Censo de 2010 tenía una población de 888 habitantes y una densidad poblacional de 350,21 personas por km².

## Geografía
Sterling City se encuentra ubicada en las coordenadas 31°50′21″N 100°59′9″O / 31.83917, -100.98583. Según la Oficina del Censo de los Estados Unidos, Sterling City tiene una superficie total de 2.54 km², de la cual 2.54 km² corresponden a tierra firme y (0%) 0 km² es agua.

## Demografía
Según el censo de 2010, había 888 personas residiendo en Sterling City. La densidad de población era de 350,21 hab./km². De los 888 habitantes, Sterling City estaba compuesto por el 87.84% blancos, el 1.46% eran afroamericanos, el 1.91% eran amerindios, el 0% eran asiáticos, el 0% eran isleños del Pacífico, el 6.98% eran de otras razas y el 1.8% pertenecían a dos o más razas. Del total de la población el 36.49% eran hispanos o latinos de cualquier raza.